# Anacroneuria pictipes
Anacroneuria pictipes är en bäcksländeart som beskrevs av František Klapálek 1923. Anacroneuria pictipes ingår i släktet Anacroneuria och familjen jättebäcksländor. Inga underarter finns listade i Catalogue of Life.